# Football Club Lorient-Bretagne Sud 2021-2022
Questa voce raccoglie le informazioni riguardanti il Football Club Lorient-Bretagne Sud nelle competizioni ufficiali della stagione 2021-2022.

## Maglie e divise
| Prima divisa | Seconda divisa | Terza divisa |

## Rosa
In corsivo i calciatori ceduti durante la stagione
| N. |                           | Ruolo | Calciatore        |
| -- | ------------------------- | ----- | ----------------- |
| 1  | Francia (bandiera)        | P     | Matthieu Dreyer   |
| 2  | Brasile (bandiera)        | D     | Igor Silva        |
| 3  | Germania (bandiera)       | D     | Moritz Jenz       |
| 5  | Madagascar (bandiera)     | D     | Thomas Fontaine   |
| 6  | Francia (bandiera)        | C     | Laurent Abergel   |
| 7  | Costa d'Avorio (bandiera) | C     | Stéphane Diarra   |
| 8  | Nigeria (bandiera)        | C     | Bonke Innocent    |
| 9  | Mali (bandiera)           | A     | Ibrahima Koné     |
| 10 | Francia (bandiera)        | C     | Enzo Le Fée       |
| 11 | Francia (bandiera)        | C     | Quentin Boisgard  |
| 13 | Nigeria (bandiera)        | A     | Terem Moffi       |
| 14 | Francia (bandiera)        | D     | Jérôme Hergault   |
| 15 | Francia (bandiera)        | D     | Julien Laporte    |
| 16 | Francia (bandiera)        | P     | Teddy Bartouche   |
| 17 | Guinea-Bissau (bandiera)  | D     | Houboulang Mendes |
| 18 | Francia (bandiera)        | C     | Fabien Lemoine    |
| 19 | Francia (bandiera)        | C     | Léo Pétrot        |

| N. |                           | Ruolo | Calciatore        |
| -- | ------------------------- | ----- | ----------------- |
| 20 | Francia (bandiera)        | D     | Samuel Loric      |
| 21 | Francia (bandiera)        | D     | Jérémy Morel      |
| 22 | Senegal (bandiera)        | A     | Sambou Soumano    |
| 23 | Francia (bandiera)        | C     | Thomas Monconduit |
| 25 | Francia (bandiera)        | D     | Vincent Le Goff   |
| 27 | Austria (bandiera)        | A     | Adrian Grbić      |
| 28 | Francia (bandiera)        | A     | Armand Laurienté  |
| 29 | Francia (bandiera)        | A     | Pierre-Yves Hamel |
| 30 | Francia (bandiera)        | P     | Paul Nardi        |
| 31 | Francia (bandiera)        | C     | Redwan Bourlès    |
| 33 | Francia (bandiera)        | D     | Léo Pétrot        |
| 34 | Costa d'Avorio (bandiera) | D     | Bamo Meïté        |
| 34 | Francia (bandiera)        | C     | Baptiste Mouazan  |
| 37 | Francia (bandiera)        | D     | Théo Le Bris      |
| 38 | Burkina Faso (bandiera)   | P     | Dango Ouattara    |
| 40 | Francia (bandiera)        | P     | Thomas Callens    |

## Calciomercato

### Sessione estiva(dal 1º/7 al 1º/9)
| Acquisti         | Acquisti          | Acquisti       | Acquisti                   |
| R.               | Nome              | da             | Modalità                   |
| ---------------- | ----------------- | -------------- | -------------------------- |
| D                | Moritz Jenz       | Losanna        | definitivo (3,5 milioni €) |
| D                | Igor Silva        | Osijek         | definitivo (2,5 milioni €) |
| D                | Léo Pétrot        | Andrézieux     | gratuito                   |
| Altre operazioni |                   |                |                            |
| R.               | Nome              | da             | Modalità                   |
| A                | Umut Bozok        | Troyes         | fine prestito              |
| D                | Quentin Lecoeuche | Ajaccio        | fine prestito              |
| C                | Julien Ponceau    | Rodez          | fine prestito              |
| A                | Pierre-Yves Hamel | Clermont Foot  | fine prestito              |
| A                | Samuel Loric      | Avranches      | fine prestito              |
| P                | Maxime Pattier    | Stade Briochin | fine prestito              |

| Cessioni         | Cessioni           | Cessioni               | Cessioni                  |
| R.               | Nome               | a                      | Modalità                  |
| ---------------- | ------------------ | ---------------------- | ------------------------- |
| A                | Yoane Wissa        | Brentford              | definitivo (10 milioni €) |
| A                | Franklin Wadja     | Caen                   | gratuito                  |
| D                | Quentin Lecoeuche  | Valenciennes           | gratuito                  |
| C                | Sylvain Marveaux   | Charlotte Independence | gratuito                  |
| A                | Umut Bozok         | Kasımpaşa              | prestito                  |
| A                | Pierre-Yves Hamel  | Clermont Foot          | prestito                  |
| C                | Julien Ponceau     | Nîmes                  | prestito                  |
| C                | Jonathan Delaplace |                        | svincolato                |
| D                | Andreaw Gravillon  | Inter                  | fine prestito             |
| D                | Trevoh Chalobah    | Chelsea                | fine prestito             |
| D                | Tiago Ilori        | Sporting Lisbona       | fine prestito             |
| Altre operazioni |                    |                        |                           |
| R.               | Nome               | da                     | Modalità                  |
| P                | Maxime Pattier     | Stade Briochin         | gratuito                  |
| D                | Matthieu Saunier   |                        | ritiro                    |

### Sessione invernale(dal 2/1 al 31/1)
| Acquisti | Acquisti         | Acquisti    | Acquisti                 |
| R.       | Nome             | da          | Modalità                 |
| -------- | ---------------- | ----------- | ------------------------ |
| A        | Ibrahima Koné    | Sarpsborg   | definitivo (4 milioni €) |
| A        | Taofeek Ismaheel | Fredrikstad | definitivo (500 mila €)  |
| C        | Bonke Innocent   | Malmö FF    | gratuito                 |

| Cessioni | Cessioni         | Cessioni        | Cessioni                    |
| R.       | Nome             | a               | Modalità                    |
| -------- | ---------------- | --------------- | --------------------------- |
| A        | Thomas Fontaine  | Nancy           | definitivo (22,5 milioni €) |
| D        | Adrian Grbić     | Vitesse         | prestito                    |
| A        | Taofeek Ismaheel | Vålerenga       | prestito                    |
| D        | Loris Mouyokolo  | Bourg-en-Bresse | prestito                    |